# قبولية

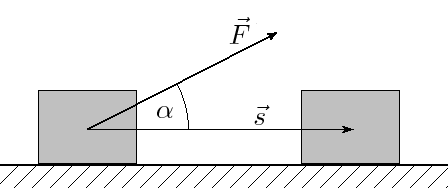

القبولية (بالإنجليزية: Admittance)‏ ويرمز لها: Y، هي مقلوب المعاوقة وهي تمثل قبولية المادة الكلية لعبور التيار لكن في في أكثر التجارب العملية والقوانين الفيزيائية وأيضا في مراكز التعليم والبحث يتم التركيز بشكل أكبر على معاوقة المادة وليس على قبوليتها ووحدة قياسها هي السيمنز في النظام الدولي للوحدات (SI) . في ديسمبر عام 1887 قام مهندس الكهرباء البريطاني أوليفر هيفيسايد بصياغه مصطلح القبولية الكهربائية, وقام بتعريفها على أنها :
{\displaystyle Y\equiv {\frac {1}{Z}}\,}
حيث
Y هي القبولية الكهربائية وتقاس بالسيمنز ( S ) .
Z هي المعاوقة الكهربائية وتقاس بالأوم (Ω) .
ويمكن استخدام وحدة الموه (℧) كبديل عن وحدة السيمنز(وحدة) .
القبولية في الدائرة الكهربية بين أي طرفين في الدائرة النسبة بين التيار المار بين هذين الطرفين وبين فرق جهدي الطرفين، رياضيا كالتالي :
{\displaystyle G={\frac {1}{R}}={\frac {I}{V}}\,}
والقبولية كمية متجهة تتشكل من جمع اتجاهي لجزئين أحدهما حقيقي وهو المواصلة والآخر تخيلي وهو المطاوعة وبما أن قيمة المطاوعة تتأثر بالتردد فإن القبولية كذلك تتأثر به وبالتالي تتغير قيمتها بتغير التردد وحينما يكون تردد الدائرة صفر هيرتز فإن قبوليتها إذن تكون مساوية للمواصلة فقط وتكون الطاوعة مساوية للصفر.
{\displaystyle Y=G+jB\,}
حيث
- {\displaystyle Y} هي القبولية الكهربائية , وتقاس بالسيمنز ( S ) أو بالموه (℧) .
- {\displaystyle G} هي المواصلة الكهربائية , وتقاس بالسيمنز ( S ) .
- {\displaystyle B} هي المطاوعة الكهربائية , وتقاس بالسيمنز ( S ) .
- {\displaystyle j^{2}=-1} هي الوحدة التخيلية .

## التحويل من المعاوقة للقبولية
تتكون المعاوقة الكهربائية من جزئين، جزء حقيقي وجزء تخيلي كما يلي :
{\displaystyle Z=R+jX\,}
حيث
- R هي المقاومة الكهربائية وتقاس بالأوم (Ω) .
- X هي المفاعلة الكهربائية وتقاس بالأوم (Ω) .

{\displaystyle Y=Z^{-1}={\frac {1}{R+jX}}=\left({\frac {1}{R^{2}+X^{2}}}\right)\left(R-jX\right)}
والقبولية مثل المعاوقة تتكون أيضا من جزئين، جزء حقيقي ويسمى بالمواصلة الكهربائية (G) وجزء تخيلي ويسمى بالمطاوعة الكهربية (B) .
{\displaystyle Y=G+jB\,\!}
{\displaystyle {\begin{aligned}G&=\Re (Y)={\frac {R}{R^{2}+X^{2}}}\\B&=\Im (Y)=-{\frac {X}{R^{2}+X^{2}}}\end{aligned}}}
والقيمة المطلقة للقبولية الكهربائية وزاويته تعطي من :
{\displaystyle {\begin{aligned}\left|Y\right|&={\sqrt {G^{2}+B^{2}}}={\frac {1}{\sqrt {R^{2}+X^{2}}}}\\\angle Y&=\arctan \left({\frac {B}{G}}\right)=\arctan \left(-{\frac {X}{R}}\right)\end{aligned}}}
حيث
- G هي المواصلة الكهربائية وتقاس بالسيمنز ( S ) .
- B هي المطاوعة الكهربائية وتقاس أيضا بالسيمنز ( S ) .